# Telecentr
Telecentr (in russo: Телецентр) è una stazione della monorotaia di Mosca situata nel quartiere di Ostankinskij. Inaugurata nel 2004, la stazione prende il nome dal palazzo sede degli studi televisivi posto nelle vicinanze. A breve distanza dalla stazione si trova anche la torre di Ostankino, l'edificio più alto di Mosca.